# Tomasz Jaeschke
Tomasz Jaeschke (* 24. September 1959 in Posen) ist ein polnischer Theologe, Autor und Tierschutzaktivist.

## Ausbildung
Von 1979 bis 1986 absolvierte Jaeschke ein Studium der katholischen Theologie und christlichen Philosophie an der Päpstlichen Akademie Krakau, das er mit der Staatlichen Anerkennung zum Magister der Theologie abschloss. 1986 folgte, ebenfalls in Krakau, seine Priesterweihe in der Ordensgemeinschaft der Resurrektionisten. Nach seiner Übersiedlung nach Österreich folgte von 2003 bis 2005 ein Studium der katholischen Religionspädagogik an der Universität Wien und der Erwerb der Staatlichen Anerkennung zum Magister. Schließlich legte Jaeschke 2009 nach einer Ausbildung an der Kirchlichen Pädagogische Hochschule Wien/Krems die Prüfung zum Peer-Coach-Mediator ab.
Jaeschke lebt in Berlin und hat zwei Söhne.

## Berufstätigkeit
Von 1986 bis 1987 war Jaeschke Sozius im Noviziat der Congregation der Resurrektionisten (Radziwillow Maz, Polen). Von 1988 bis 1990 war er Kaplan in St. Othmar Pfarre in Wien und von 1990 bis 1992 in Kościerzyna, Polen.
Zwischen 1992 und 2015 war Jaeschke Behindertenpädagoge im Kinderheim „Am Himmel“ der Caritas der Erzdiözese Wien.

## Positionen als Tierschützer

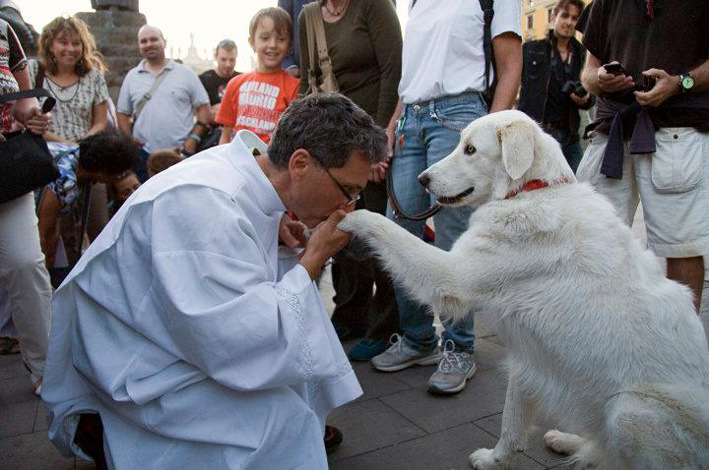
Animalpastor

Jaeschke ist Gründer der Animal Spirit Church (ASC). Dabei handelt es sich um eine christlich-ökumenische Gemeinschaft, die mit jeder Kirche, Glaubensausrichtung und Glaubensgemeinschaft (auch Atheisten) zusammen arbeitet, der Tierleid am Herzen liegt und die zur Beendigung dieses Leides ihren Beitrag leisten möchte. Die ASC sieht in den Tieren ihre Nächsten.
Jaeschke, der auch unter dem Pseudonym „Animalpastor“ auftritt, wirft den christlichen Kirchen vor, „ihre kleinen Brüder und Schwestern“ (Franz von Assisi), die Not leidenden Tiere, nicht bloß vergessen, sondern vielmehr auch verraten zu haben. Er fordert sie dazu auf, sich mit dem Thema nochmals ernsthaft auseinanderzusetzen, ihre Theologie diesbezüglich zu überprüfen und die dadurch gewonnenen Erkenntnisse in ihrer Praxis (Verkündigung) umzusetzen.
Im seiner Ansicht nach herrschenden christlichen Anthropozentrismus sieht Jaeschke einen Widerspruch zum übergeordneten Christozentrismus und behauptet, dass der heutige Anthropozentrismus biblisch nicht haltbar sei und die Botschaft des Evangeliums verfälsche. Jesus‘ Aussage: „Alles was ihr einem meiner geringsten Brüder getan habt, habt ihr mir angetan“ (Mt 25) bezieht Jaeschke vorbehaltlos auch auf die Tiere und ruft dazu auf, daraus ethische und moralische Konsequenzen im täglichen Umgang mit ihnen zu ziehen.
Entgegen der Behauptung Decartes‘, Tiere seien bloß „seelenlose Automaten“, und unter Bezugnahme auf neue Erkenntnisse aus dem Bereich des Behaviorismus und der Neurowissenschaften unterstellt Jaeschke, dass Tiere sehr wohl beseelte Wesen seien und den gleichen Respekt wie Menschen verdienten. Somit will er Tieren ihre geraubte Seele wieder zurückgeben.
Den Schüssel zur Beendigung des sinnlosen Tierleides und der Grausamkeiten, die Tieren zugefügt wird, sieht Jaeschke in der Förderung menschlicher Empathie und emotioneller Intelligenz.

## Öffentliche Aktivitäten (Auswahl)
Jaeschke konzipierte und führte mehrere Tierschutzaktionen in Großstädten wie Rom (am Petersplatz 2011), Brüssel (vor dem Europaparlament 2012), Krakau, Posen, Warschau, Wien und Assisi (Basilika San Francesco 2013) durch.
Es erschienen mehrere Interviews und Publikationen in Magazinen (Print und Online) sowie Zeitschriften wie Publik-Forum (Zeitschrift der kritischen Christen), Gazeta Wyborcza, Polityka, OKO.press mit Jaeschke. Ebenfalls gab es verschiedene Berichte und Auftritte in Radio und TV wie TVP Polska, Radio ZET.
Jaeschke wirkte in den Dokumentarfilmen Citizen Animal – A Small Family’s Quest for Animal Rights von Regisseur Oliver Kyr (2018) und „Im Licht der Hoffnung – Frieden für die Tiere!“ von Dorian Raßloff (2019) mit.
Er war ebenso Gastvortragender an der Pädagogischen Universität Krakau zum Thema: „Christentum versus Tierschutz – Freunde oder Feinde?“ im Juli 2018.

## Schriften
- (mit Richard Unterlerchner): Stilleübungen und Meditieren mit Kindern (Studienarbeit). 2009, ISBN 978-3-640-46281-0.
- (mit Dorota Suminska): Nieboskie stworzenia: Jak Kosciól wyklucza. ISBN 978-83-66232-21-1.
- Nierzadnice: O moim kaplanstwie i moim Kosciele. Kos, 2018, ISBN 978-83-8937599-5.
- La lacrima di Dio czyli 77 pytan do animalpastora. Centralne Biuro Projektowe, 2017, ISBN 978-83-64412-03-5.